# 할로윈 2: 저주받은 병실
《할로윈 2: 저주받은 병실》(영어: Halloween II)은 1981년 개봉한 미국의 슬래셔 영화이다. 릭 로즌솔의 첫 영화 연출작이지만 존 카펜터가 이름을 올리지 않고 상당 부분을 직접 연출하였으며, 카펜터와 데브라 힐이 공동 각본을 작성하였다. 제이미 리 커티스와 도널드 플레전스가 전편인 1978년 영화 《할로윈》에서 맡았던 역을 다시 한 번 연기하였다. 전편의 클리프행어 결말을 바로 이어받은 이야기가 진행된다.
1982년에 나온 후속 영화 《할로윈 3》은 줄거리상으로는 연관성이 없으며, 서사상 직접 연계되는 속편 《할로윈 4》는 1988년 개봉하였다.

## 줄거리
전편에서 1978년 10월 31일 마이클 마이어스는 담당 정신과의 샘 루미스 총에 여섯 발을 맞고 발코니에서 떨어졌지만 죽지 않았다. 직후 마이클의 목표물인 로리는 해던필드 메모리얼 병원에 입원한다. 한편 딸 애니 브래킷이 사망한 걸 알게 된 리 브래킷 보안관은 루미스를 원망하며 수사를 그만둔다.
마이클은 병원 내 사람들이 외부에 도움을 청하지 못하도록 병원 전화선을 전부 끊고 주차장 차량 타이어를 모두 찢어 도주로를 차단한 뒤 병원에 들어와 사람들을 살해하기 시작한다. 루미스는 마이클의 강력한 살인 욕망과 불사신 상태가 서운과 관련이 있음을 알게 된다. 또한 로리는 마이클의 친여동생으로 밝혀진다. 로리는 친부모님이 돌아가신 뒤 입양되었는데, 입양된 가정을 보호하기 위해 관련 기록이 기밀 처리 됐던 것이다.
로리와 루미스가 수술실에 숨자 마이클이 쫓아 들어온다. 로리가 마이클의 두 눈을 쏴서 장님으로 만든 뒤 로리와 루미스는 수술실 안을 가연성 가스인 디에틸에테르와 산소로 채운다. 루미스는 로리를 내보내고 가스에 점화해 폭발을 일으켜 마이클을 불태운다.
다음 날 아침 로리는 다른 병원으로 이송된다.

## 출연진
- 딕 월록 - 마이클 마이어스 / 형체 / 교통 순경 3 역
  - 닉 캐슬·토니 모런 - 마이클 마이어스 역 (과거 촬영분)
- 제이미 리 커티스 - 로리 스트로드 역
- 도널드 플레전스 - 샘 루미스 의사 역
- 찰스 사이퍼스 - 리 브래킷 보안관 역
- 랜스 게스트 - 지미 역: 응급 구조사.
- 패멀라 수전 슈프 - 캐런 베일리 간호사 역
- 토니 모이어 - 질 프랭코 간호사 역
- 리오 로시 - 버드 스칼로티 역
- 포드 레이니 - 프레더릭 믹스터 의사 역
- 제프리 크레이머 - 그레이엄 역
- 존 젠다 - 테런스 거멀 보안관 역
- 앤마리 마틴 - 다시 역
- 데이나 카비 - 배리 맥니콜 역
- 빌리 월록 - 크레이그 러밴트 역
- 낸시 루미스 - 애니 브래킷 역 (시체 카메오 출연)
- 카일 리처즈 - 린지 월리스 역 (과거 촬영분)
- 조너선 프린스 - 랜디 로너 역

## 기타 제작진
- 협력 제작: 베리 버나디
- 배역: 메리 게일 아츠
- 미술: J. 마이클 리바